# سیارک ۵۳۱۹
سیارک ۵۳۱۹ (به انگلیسی: 5319 Petrovskaya، نامگذاری:1985RK6) پنج هزار و سیصد و نوزدهمین سیارک کشف شده‌است که در ۱۵ سپتامبر ۱۹۸۵ کشف شد.
قدر مطلق سیارک برابر ۱۳٫۳۰ است.